# Napeequa River
Der Napeequa River ist ein 31 km langer Fluss im US-Bundesstaat Washington an der Ostseite der Kaskadenkette. Er entspringt im Nordwesten des Chelan County und fließt südwestwärts in den White River nahe den Twin Lakes. Der White River fließt in den Lake Wenatchee. Der Napeequa River und sein Tal sind wegen ihrer Schönheit und Isolation sowie ihrer geologischen Geschichte bemerkenswert. Der Fluss fließt durch ein abgelegenes nach Südosten gerichtetes Tal, das von weiten Wiesen geprägt ist, welche von zerklüfteten Bergen umgeben sind. Die Chiwawa Mountains (auch: Chiwawa Ridge) markieren die Ostseite des Tals und trennen den Napeequa vom Chiwawa River. Nach Westen zu trennen die White Mountains den Napeequa vom White River. Beide Bergketten gehören zur Kaskadenkette.
Der Fluss ist Teil des Einzugsgebietes des Columbia River und ein Nebenfluss des Chiwawa River, welcher in den Wenatchee River mündet, einen Zufluss des Columbia River.
Eine große Zahl von Flurnamen im Napeequa River Basin, einschließlich des Flussnamens selbst, wurden von Albert Hale Sylvester geprägt.

## Verlauf
Der Napeequa River entspringt am Butterfly-Gletscher in der Glacier Peak Wilderness. Er fließt eine kurze Strecke westwärts und tritt dann in sein hauptsächlich südost-gerichtetes Tal ein. Nahe dem Taleingang fließt dem Napeequa ein südwärts fließender Bach vom High Pass aus zu. Während er nach Südosten durch das Tal fließt, münden der Louis Creek (vom Norden kommend) und danach ein unbenannter Bach, welcher ostwärts vom Pliz- bzw. Richardson-Gletscher abfließt. Zahlreiche kleine Bäche stürzen von den hohen Hängen des Napeequa Valley herab. Das Tal weitet sich deutlich und wird flacher, während der Fluss gemächlich mäandriert. Wanderwege erreichen das Tal über den Boulder Pass und den Little Giant Pass (beide über 2.000 m hoch – der Talgrund liegt in dieser Gegend etwa 1.200 m hoch) und queren die White Mountains bzw. die Chiwawa Ridge. Viele Backpacker schlagen sich vom oder zum High Pass / Triad Lake unmittelbar nördlich des Quellgebietes des Napeequa durch. Es gibt keine Trails in das Tal, die nicht über hohe Pässe führen. Flussabwärts nähern sich die Talwände über eine gewisse Strecke einander, dann weitet sich das Tal wieder. Viele Zuflüsse kommen von den steilen Hängen an beiden Seiten des glazialen Tals. Auf seiner letzten Meile wendet sich der Napeequa nach Westen und mündet in den White River. Er wird aus dem Süden vom Lake Creek verstärkt, welcher die Twin Lakes entwässert.
Das Napeequa Valley verläuft südostwärts von den Twin Lakes aus, wird aber vom Big Meadow Creek besetzt, einem Zufluss des Chiwawa River. Der Big Meadow Creek war einst möglicherweise ein Zufluss des Napeequa, wurde aber vom Chiwawa angezapft. Das Napeequa Valley wird gern mit dem sagenhaften Shangri-La verglichen. Das Tal ist Teil der Glacier Peak Wilderness.

## Geologie
Fred Beckey nennt das Napeequa River Valley das „interessanteste Tal“ der Region. Es ist ein klassisch geformtes Trogtal, mit flachem Boden und nahezu gerade gestreckt. Seine heutige Form wurde durch einen pleistozänen Gletscher geformt. Das untere Tal ist so weit und flach, dass der Napeequa River langsam hindurchmäandriert. Nahe den Twin Lakes macht der Napeequa eine abrupte Westwendung und verlässt das Tal durch eine steile Schlucht, die Gneis-Felsen der 2.000 m hohen Bergketten zwischen den Tälern des Napeequa und des White River durchschneidet. Der Big Meadow Creek belegt den südlichen Teil desselben gletscher-geformten Tals und fließt südostwärts zum Chiwawa River. Es ist möglich, dass der Napeequa River einst durch das komplette Tal einschließlich des vom Big Meadow Creek belegten Südteils floss. Es ist gleichfalls möglich, dass bei Rückzug des Eises ein großer See gebildet wurde.

## Geschichte
Der Fluss wurde einst als North Fork White River bezeichnet. Der Leiter des Forest Service, A. H. Sylvester, änderte den Namen zu Napeequa, einem Salish-Wort für „weißes Wasser“, weil das Wasser des Flusses wegen der hohen Fracht an Schlamm im Frühjahr und Sommer nahezu weiß ist. Nach William Bright stammt der Name „vielleicht aus dem Sinkiuse und bedeutet Ort des weißen Wassers.“